# Underground XIII
Underground XIII è il diciassettesimo EP del gruppo musicale statunitense Linkin Park, pubblicato il 18 novembre 2013 dalla Machine Shop Recordings.

## Descrizione
Si tratta del tredicesimo disco distribuito dal fanclub del gruppo ed è stato anticipato il 14 novembre dall'audio di Primo, una prima versione di I'll Be Gone registrata nel 2010 e successivamente rivisitata ed inserita nel quinto album in studio Living Things.
Underground XIII contiene una collezione di dieci demo e due brani aggiuntivi creati da due fan iscritti al fan club e prodotte dal gruppo: Change, realizzata dai Beta State, e Truth Inside a Lie, realizzata da Ryan Giles.
Tra le demo figurano anche le tracce strumentali Cumulus e Universe. La prima venne realizzata nel 2002 ed è divenuta More the Victim, brano escluso dalla lista tracce finale di Meteora ma apparso nell'edizione deluxe commercializzata nel 2023, mentre la seconda fu creata nel 2006 ultimata quattro anni più tardi per la raccolta Download to Donate for Haiti sotto il titolo di Resurrection, con la partecipazione vocale di Kenna e Lupe Fiasco e con la produzione di Mike Shinoda.

## Tracce
Testi e musiche di Linkin Park, eccetto dove indicato.
1. Basquiat (2007 Demo) – 3:22
2. Holding Company (2011 Demo) – 5:02
3. Primo (I'll Be Gone - Longform 2010 Demo) – 5:57
4. Hemispheres (2011 Demo) – 3:42
5. Cumulus (2002 Demo) – 3:04
6. Pretty Birdy (Somewhere I Belong 2002 Demo) – 4:05
7. Universe (2006 Demo) – 3:58
8. Apaches (Until It Breaks Demo No. 1) – 2:42
9. Foot Patrol (Until It Breaks Demo No. 2) – 2:29
10. Three Band Terror (Until It Breaks Demo No. 3) – 2:00
11. Truth Inside a Lie (by Ryan Giles) (LPU Sessions 2013) – 4:23 (musica: Ryan Giles)
12. Change (by Beta State) (LPU Sessions 2013) – 4:06 (Beta State)

## Formazione
Hanno partecipato alle registrazioni, secondo le note di copertina:
Gruppo
- Chester Bennington – voce (tracce 3 e 8)
- Mike Shinoda – rapping (tracce 8 e 9), voce (traccia 3), chitarra e pianoforte (tracce 1-10), tastiera, campionatore (eccetto traccia 11)
- Brad Delson – chitarra (tracce 1–9), voce e chitarra acustica (traccia 10)
- Phoenix – basso (tracce 1-10)
- Rob Bourdon – batteria (eccetto traccia 12)
- Joe Hahn – campionatore, giradischi (tracce 1-10)

Produzione
- Rick Rubin – produzione
- Mike Shinoda – produzione (tracce 1-4, 7-10), missaggio (tracce 1-10)
- Don Gilmore – produzione (tracce 5-6)
- Linkin Park – produzione (tracce 5, 6, 11 e 12)
- Ethan Mates – ingegneria e missaggio (tracce 11-12)
- Brian "Big Bass" Gardner – mastering